# 328 (عدد)
328 هو عدد صحيح، يلي العدد 327 وويسبق العدد 329.

## في الرياضيات

### خصائص
- عدد طبيعي.[3]
- عدد فردي.[4][5]
- عدد موجب،[6] السالب منه هو -328.[7]

## في التاريخ
- 328 هـ هي سنة في التقويم الهجري.
- هي سنة 328 م في التقويم الميلادي.

## وصلات خارجية
الأعداد الصاتمة، ديوان اللغة العربية.